# Очковый листонос
Очковый листонос (лат. Carollia perspicillata) — обычный, широко распространённый вид летучих мышей в Южной и Центральной Америке. Населяет влажные вечнозелёные и сухие смешанные леса, встречается на высоте до 1 000 м. Собирается в группы по 10-100 особей в пещерах, дуплах деревьев и тоннелях. Листонос очень прожорлив, за ночь съедает в 1,5-3 раза больше себя. В поисках пищи пролетает до 5 километров, останавливаясь в 2-6 местах. Питается в основном фруктами (бананы, финики, гуава), реже насекомыми. Часто пьют нектар, как колибри.
Отличительной чертой листоноса является «носовой листок» — уплотнение верхней части кожи носа. Получается нечто, похожее на «рог» носорога
Очковый листонос использует тактику «двух касаний» при приземлении на горизонтальные поверхности вниз головой.